# متحف الفن الحديث في لويزيانا

## متحف الفن الحديث في لويزيانا
يقع متحف الفن الحديث في لويزيانا في مضيق اورسيند في بلدية فريدينسبورج، في شمال كوبنهاغن 32 كيلو، ويعتبر المتحف الأكثر زيارة في الدنمارك، يحتوي على معروضات كثيرة من الفن المعاصر والفن الحديث منذ الحرب العالمية الثانية وحتى يومنا هذا، كما أن له برنامج شامل للمعارض الخاصة. يعد المتحف من أحد معالم المعمار الدنماركي الحديث، ويتميز بجمعه بين الفن والهندسة المعمارية والمناظر الطبيعية. ما يقوم المتحف أحياناً بتنظيم معارض أعمال الانطباعية العظمى والحركة التعبيرية، وعلى سبيل المثال كان كلود موني المحور الأساسي لأحد المعارض الرائدة في عام 1994.
تم إدراج المتحف في قائمة المتاحف الفنية الأكثر زيارة في العالم ويحتل المرتبة 85 (2011).

## التاريخ
ينسب اسم المتحف إلى أليكساندر برن أول مالك للعقار الذي أطلق عليه اسم لويز بعد زوجاته الثلاث، أنشئ المتحف على يد الحاكم في ذلك الوقت كنود جينسن في عام 1958 ، اتصل كنود جينسن بالمهندسين المعماريين Vilhelm Wohlert و Jørgen Bo الذين أمضوا بضعة أشهر في العقار قبل أن يقرروا كيف يمكنهم بناء شكل جديد يتناسب مع الفن، بعد ذلك توصلوا لبناء أول متحف يتكون من ثلاثة مباني متصلة بممرات زجاجية، ومنذ ذلك الوقت قاموا بتوسيعها عدة مرات حتى توصلوا لشكلها الدائري الحالي عام 1991.
في أواخر تشرين الثاني 2012، قام المتحف بإطلاق قناة على الإنترنت لتساهم في تطوير المتحف ويعرض كبرنامج ثقافي.

في عام 2013، أطلق قسم الموسيقى في المتحف موسيقة لويزيانا، وهي صفحة ويب مخصصة لأشرطة الفيديو الموسيقية التي ينتجها المتحف بالتعاون مع موسيقيين مشهورين على مستوى العالم.

## المجموعات
يحتوي المتحف على مجموعة واسعة من اللوحات الفنية الحديثة والمنحوتات ومقاطع الفيديو منذ زمن الحرب العالمية الثانية وحتى يومنا هذا، بما في ذلك من أعمال فنية لفنانين مثل روي ليشتنشتين، وآندي وارهول، وأنسليم كيفر، وألبرتو جياكوميتي، وبابلو بيكاسو، وإيف كلاين، وروبت روشنبرغ، وديفيد هوكني، وأسجر جورن. توضع مقاطع الفيديو عادةً في خلفية الغرفة مما يجعل المشاهد يشعر بأنه جزء من المشهد الذي يتم تصويره فتطفو فوق البحر كما توجد حديقة منحوتات بين جناحي المتحف بالإضافة إلى أعمال نخبة من الفنانين بما في ذلك هنري مور، الكسندر كالدر، وجان أرب.
مجموعة Wessel-Bagge
بجانب مجموعة الفن الحديث تقدم لويزيانا مجموعة من فن ما قبل الكولومبية، تحوي على أكثر من 400 قطعة عبارة عن جمع تبرعات مؤسسة Wessel-Bagge في عام 2001.

## قاعة الحفلات
تم إنشاء القاعة الموسيقية في عام 1976 م المتصلة بدورها بالجناح الغربي من المتحف والذي تم انشاءه ما بين عامي 1966 و1971 والتي تحوي على الصوتيات التي تجعلها مناسبة كقاعة موسيقية كما وأنها تستخدم لأغراض أخرى من الاحتفالات الموسيقية والأنشطة الأخرى كالندوات والحوارات، الكراسي تم تصميمها بواسطة Poul Kjærholm والجدران تم تزيينها بالديكورات وبأعمال الدهان بواسطة Sam Francis. في عام 2007، بدأ مشروع لإنتاج أفلام حفلات ومقاطع موسيقية من إخراج ستيفان أوب. حيث تتوفر جميع الأفلام مجانًا على موقع لويزيانا الإلكتروني على الشبكة العنكبوتية

حديقة المنحوتات، متحف لويزيانا للفنون.

## حديقة المنحوتات
الأراضي حول المتحف تحتوي على حديقة منحوتات فيها مناظر طبيعية خلابة وتحتوي على مرتفعات واراضي منبسطة تحوي العديد من الأشجار العتيقة الممتدة في افاق البحر الواسع كما وتحتوي الحديقة على أعمال لفنانين مثل جان آرب وماكس إرنست وماكس بيل وألكسندر كالدر وهنري لورنس ولويس بورخيس وخوان ميرو وهنري مور
يتم النحت في الحديقة بطريقة ما ليتم مشاهدتها أما من الداخل أو لترى بشكل مستقل عن الداخل في مواقع حولي الحديقة، والتي تجتمع وتتناغم مع الأشجار والبحر. هناك أيضا أمثلة للفن المعتمد على الموقع من قبل فنانين مثل إنزو كوتشي وداني كارافان وجورج تراكس.

## أدب لويزيانا
سنويا يقام مهرجان لويزيانا الادبي في متحف لويزيانا للفن الحديث تم إطلاق المهرجان في عام 2010 والذي يشارك به عادة حوالي الأربعين كاتبا من حول العالم والتي تقام على شكل مراحل حول المتحف والحديقة حيث تجذب اليها أكثر من عشرة الالف زائر سنويا
الإدارة
1958 -: كنود جنسن
1995 -: لارس نيتف
1998 -: ستنيقريم لاوريسن
2000 -: بول إريك توجنر

## الموقع
يقع المتحف بمحاذاة ساحل اورسوند في منطقة شمال زيلاند، على بعد حوالي 30 كم (19 ميل) إلى الشمال من وسط كوبنهاجن و10 كم (6 ميل) جنوب إلزينور، يستغرق 10-15 دقيقة سيرا على الأقدام إلى المتحف من محطة القطار الإقليمية في Humlebæk
1. ↑  "Louisianas Historie" (بالدنماركية). Louisiana. Retrieved 2024-07-14.
2. ↑   https://dst.dk/ext/6831964048/0/serviceit/Liste-med-besoegstal-for-statslige-og-statsanerkendte-museer-(2017)--xlsx. {{استشهاد ويب}}: |url= بحاجة لعنوان (مساعدة) والوسيط |title= غير موجود أو فارغ (من ويكي بيانات) (مساعدة)
3. ↑  Aktiviteten på museer sorteret efter landsdel, museumstype og museumskategori 2017 (بالدنماركية), Danmarks Statistik, QID:Q57896990
4. ↑  "Art's most popular: Exhibition and museum visitor figures 2021". The Art Newspaper. The Art Newspaper (بالإنجليزية). Mar 2022. ISSN:0960-6556. QID:Q113437655.